# David Colyear, I conte di Portmore
David Colyear, I conte di Portmore (1656 – Weybridge, 2 gennaio 1730), è stato un nobile e generale scozzese.

## Biografia
Figlio primogenito di sir Alexander Robertson, di famiglia originaria di Strowan, nel Perthshire, in giovane età si trasferì con la famiglia nei Paesi Bassi dove acquisì notevoli proprietà ed adottò il cognome di Colyear.
Colyear ottenne l'ammissione nell'esercito di Guglielmo d'Orange nel 1674, raggiungendo il grado di tenente generale della Scots Brigade, i tre reggimenti scozzesi che combatterono per decenni al servizio dei Paesi Bassi.
Quando Guglielmo sbarcò a Torbay, David guidò le sue truppe nel novembre del 1688 e prese parte quindi alla maggior parte delle campagne del sovrano in Irlanda, venendo nominato governatore di Limerick nel 1691. Per i suoi servigi in Irlanda venne creato al titolo nobiliare di lord Portmore il 1º giugno 1699. Nel 1702, ottenne il rango di maggiore generale ed il 27 febbraio 1703 ricevette il comando del Queen's Royal Regiment of Foot, poi 2nd Foot. Il 13 aprile 1703, venne elevato alla dignità di conte di Portmore, visconte di Milsington e lord Colyear.
Prese parte alla guerra di successione spagnola ed alla battaglia di Cadice del 1702 e poi alla battaglia della baia di Vigo sul finire di quell'anno. Nel 1710, venne nominato comandante in capo delle forze armate scozzesi e nel gennaio del 1711 venne elevato al rango di generale. Nel 1712, servì sotto il duca di Ormonde nelle Fiandre, ed in quello stesso anno venne nominato membro del consiglio privato del re e creato cavaliere dell'Ordine del Cardo.
Nell'agosto del 1713, venne nominato governatore di Gibilterra e nell'ottobre di quello stesso anno venne prescelto come uno dei sedici pari rappresentativi di Scozia. Quando Gibilterra venne assediata dagli spagnoli nel 1727, assunse il comando delle sue truppe ma l'avvicinamento dell'ammiraglio Charles Wager con undici navi da guerra scagionò il pericolo dell'assedio.
Morì il 2 gennaio 1730.

## Matrimonio e figli

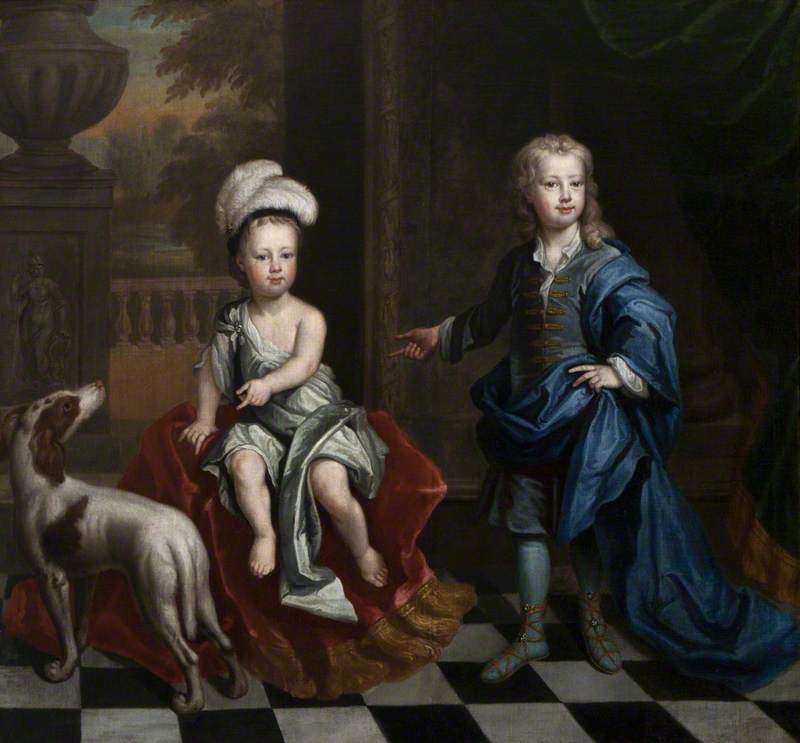
David Colyear ebbe due figli (nell'immagine) con Catherine Sedley.

David Colyear sposò Catherine Sedley, figlia di sir Charles Sedley di Southfleet, Kent, ed ex amante di re Giacomo II d'Inghilterra.
La coppia ebbe insieme due figli:
1. David Colyear, visconte Milsington (1698 – 1728–9)
2. Charles Colyear, II conte di Portmore.[1]